# Spartaanse opvoeding
De Spartaanse opvoeding of agoge was het collectieve en staatsgeleide opvoedingsmodel van het klassieke Sparta uit de zesde en vijfde eeuw v.Chr. De opvoeding leidde de jongeren op tot geharde militairen en overtuigde staatsburgers.
Vanaf de leeftijd van zeven jaar werden alle jongens weggehaald bij hun ouders en verplicht om in staatsinternaten school te volgen. Een klas jongens werd boua ('kudde') genoemd. Uit elke klas werd een dominante jongen gekozen als leider. De directeur van de school heette paidonomos ('herder'). Hij had de autoriteit om de jongens te trainen en om ze met harde hand discipline bij te brengen. Hij werd bijgestaan door twee assistenten mastigophoroi die met zwepen de gehoorzaamheid erin drilden. Soms werd een willekeurige jongen zomaar in elkaar geslagen om te zien hoe sterk hij was.
Het onderwijs bestond vooral uit fysieke training: gymnastiek, hardlopen, verspringen, worstelen, speer- en discuswerpen. Ook werden ze getraind om pijn, honger, dorst, kou en slaapgebrek te verdragen. De kinderen liepen blootsvoets en droegen zomer en winter hetzelfde schouderdoek (chlamys) waaronder ze verder naakt waren. Volgens Plutarchus werden studenten wel ingewijd in het lezen en schrijven, maar "niet meer dan nodig". Veel gelezen werd er niet in Sparta: boeken en geschreven wetten bestonden vrijwel niet. Kinderen leerden op school militaire gedichten, krijgsliederen en het citeren van Homeros. Retoriek leren bij een leraar was echter een strafbaar feit. Het was ook niet toegelaten om zaken toe te voegen aan het opgelegde curriculum; nieuwe technieken introduceren bij het worstelen of in de krijgskunst was streng verboden. Er werden opzettelijk kleine porties uitgedeeld bij de maaltijden om het bestelen van boeren en slaven aan te moedigen.
De krypteia was een bijzonder soort van geheime operaties. De Spartaanse jongelingen ouder dan zestien jaar werden ’s nachts op afgelegen plaatsen aan hun lot overgelaten. Voorzien van een dolk en weinig levensmiddelen trokken ze in kleine groepjes door het land, sliepen op de grond en leden ontberingen. Tijdens deze overlevingsproef werden er talloze heloten en ongewild soms ook perioiken neergestoken. Daarmee wilden de jonge Spartanen bewijzen dat ze geen schrik hadden om te doden en geschikt waren voor het leger.
In Sparta was het een gevestigd instituut dat een ervaren krijgsman een jongeling onder zijn hoede nam. Volgens de wet was hij daarmee gelijkgesteld aan zijn vader en nam zelfs de verantwoordelijkheid over. De oudere man werd erast ('minnaar') genoemd. Hij moest de jongeman begeleiden en de erecode bijbrengen. Maandenlang leefden beiden samen en er ontstonden veel liefdesverhoudingen tussen ouderen en jongeren. Pederastie vormde een onverbrekelijk bestanddeel van de Spartaanse opvoeding. De knapenliefde werd zonder enig bezwaar bedreven. De meest deugdzame krijgsmannen maakten kans bij de mooiste jongelingen. Het gold voor een jongeman als een schande geen minnaar te vinden. Pederastie was een adellijk privilege, want slaven mochten dit niet. Eeuwenlang stelden zich verliefde stellen naast elkaar op in de slaglinie. Ze waren extra gemotiveerd om voor elkaar te vechten. In die tijd was pederastie trouwens in heel Griekenland verbreid.